# Municipio de Harmonious
El municipio de Harmonious (en inglés: Harmonious Township) es un municipio ubicado en el condado de Burke en el estado estadounidense de Dakota del Norte. En el año 2010 tenía una población de 20 habitantes y una densidad poblacional de 0,21 personas por km².

## Geografía
El municipio de Harmonious se encuentra ubicado en las coordenadas 48°46′17″N 102°53′26″O / 48.77139, -102.89056. Según la Oficina del Censo de los Estados Unidos, el municipio tiene una superficie total de 93.32 km², de la cual 91,92 km² corresponden a tierra firme y (1,5 %) 1,4 km² es agua.

## Demografía
Según el censo de 2010, había 20 personas residiendo en el municipio de Harmonious. La densidad de población era de 0,21 hab./km². De los 20 habitantes, el municipio de Harmonious estaba compuesto por el 100 % blancos. Del total de la población el 0 % eran hispanos o latinos de cualquier raza.